# شاين هاربر
شاين هاربر (بالإنجليزية: Shane Harper)‏ (و. 1993 – م) هو ممثل، ومغن مؤلف، وممثل أفلام، وممثل تلفزيوني، من الولايات المتحدة الأمريكية، ولد في لاهويا.

## وصلات خارجية
- شاين هاربر على موقع IMDb (الإنجليزية)
- شاين هاربر على موقع ميتاكريتيك (الإنجليزية)
- شاين هاربر على موقع روتن توميتوز (الإنجليزية)
- شاين هاربر على موقع ألو سيني (الفرنسية)
- شاين هاربر على موقع ميوزك برينز (الإنجليزية)
- شاين هاربر على موقع أول موفي (الإنجليزية)
- شاين هاربر على موقع ديسكوغز (الإنجليزية)
- شاين هاربر على موقع قاعدة بيانات الفيلم (الإنجليزية)
- شاين هاربر على موقع ليتربوكسد (الإنجليزية)
- شاين هاربر على موقع كينوبويسك (الروسية)